# Котельникова, Ксения Емельяновна
Ксения Емельяновна Котельникова — советский хозяйственный, государственный и политический деятель, Герой Социалистического Труда.

## Биография
Родилась в 1915 году в Рязанской губернии. Член КПСС.
С 1931 года — на хозяйственной, общественной и политической работе. В 1931—1975 гг. — крестьянка в подсобном хозяйстве, работница, мастер, старший мастер, начальник смены Московского электролампового завода Московского городского совнархоза.
Указом Президиума Верховного Совета СССР от 7 марта 1960 года присвоено звание Героя Социалистического Труда с вручением ордена Ленина и золотой медали «Серп и Молот».
Избиралась депутатом Верховного Совета РСФСР 6-го созыва.
Жила в Москве. Умерла 8 августа 2010 года.